# Tour di Max Pezzali
Questa pagina elenca i tour di Max Pezzali, escludendo quelli svolti quando faceva parte degli 883.

## Tabella riassuntiva dei tour
| Nome tour                                           | Album da promuovere            | Tappe |
| --------------------------------------------------- | ------------------------------ | ----- |
| Max Live Tour 2004                                  | Il mondo insieme a te          | 7     |
| Max Live Tour 2005                                  | TuttoMax                       | 17    |
| Max Pezzali Tour 2006                               | TuttoMax                       | 3     |
| Max Live Tour 2007                                  | Time Out                       | 25    |
| Max Live Tour 2008                                  | Max Live 2008                  | 24    |
| Max Live Tour 2009                                  | Max Live 2008                  | 5     |
| Terraferma Tour 2011                                | Terraferma                     | 20    |
| Hanno ucciso l'Uomo Ragno Tour 2012                 | Hanno ucciso l'Uomo Ragno 2012 | 24    |
| Max 20 Live Tour 2013                               | Max 20                         | 52    |
| Max 20 Live Tour 2014                               | Max 20                         | 14    |
| Max Pezzali Live Tour 2015                          | Astronave Max                  | 23    |
| Max Live Tour Estate 2016                           | Astronave Max                  | 16    |
| Max Nek Renga Tour Inverno 2018                     | Max Nek Renga, il disco        | 27    |
| Max Nek Renga Tour Estate 2018                      | Max Nek Renga, il disco        | 7     |
| Max 90 Tour 2021                                    | —                              | 43    |
| San Siro Canta Max 2022                             | —                              | 10    |
| Max30 Nei Palasport Hits Only 2022-2023             | —                              | 36    |
| Il Circo Max 2023                                   | —                              | 2     |
| Max Forever Hits Only Stadi 2024                    | —                              | 12    |
| Max Forever Questo Forum non è un Albergo 2024-2025 | Max Forever Vol.1              | 11    |
| Max Forever Questo Pala non è un Albergo 2025       | Max Forever Vol.1              | 7     |
| Max Forever Grand Prix 2025                         | Max Forever Vol.1              | 2     |
| Max Forever Hits Only Stadi Gli Anni d’Oro 2026     | Max Forever Vol.1              | 3     |

## Anni duemila

### Max Live Tour 2004
Date
- 1º giugno, Napoli, Piazza del Plebiscito (Radionorba Tour 2004)
- 15 giugno, Roma, Piazza Augusto Imperatore (TRL On Tour 2004)
- 19 giugno, Catania, Piazza (Festivalbar 2004)
- 20 giugno, Tarquinia, Piazza (Festivalbar 2004)
- 10 luglio, Lignano Sabbiadoro, Arena Alpe Adria (Festivalbar 2004)
- 11 luglio, Modena, (Radio Bruno)
- 21 luglio, Castel del Piano, Palasport Data zero tour estivo
- 23 luglio, Collegno, Colonna Sonora
- 24 luglio, Taranto, Piazza Castello (Notte Mediterranea 2004)
- 26 luglio, Capua, Fossato Castello
- 28 luglio, Messina, Villa Dante
- 29 luglio, Palermo, Villa Lampedusa
- 1º agosto, Iglesias, Campo Sportivo "Monteponi"
- 3 agosto, Bari, Stadio San Nicola (Trofeo Birra Moretti 2004)
- 4 agosto, Marina di Camerota
- 7 agosto, Ripacandida, Campo Sportivo
- 8 agosto, Acri, Anfiteatro
- 13 agosto, Seminara, Piazza
- 15 agosto, Pontecorvo, Piazza
- 16 agosto, Lucera, Piazza Matteotti
- 17 agosto, Lizzano, Piazza Matteotti
- 21 agosto, Casape, Piazza
- 4 settembre, Torino, Piazza Castello
- 7 settembre, Thiesi, Stadio
- 10 settembre, Lamezia Terme
- 11 settembre, Reggio Calabria, Piazza
- 12 settembre, Mazzarrone, Piazza Concordia
- 14 settembre, Verona, Arena (Festivalbar 2004)
- 15 settembre, Roccarainola, Campo sportivo
- 19 settembre, Milano, Alcatraz
- 24 settembre, Lampedusa, O'Scià
- 26 settembre, Cesena, Piazza (Radio Studio Delta)
- 12 novembre, Sacile, Palasport (data zero)
- 13 novembre, Padova, Palasport San Lazzaro
- 15 novembre, Roma, Terrazza del Princio (TRL On Tour 2004)
- 19 novembre, Roma, PalaLottomatica
- 20 novembre, Firenze, Saschall
- 26 novembre, Milano, Mediolanum Forum (pomeriggio)
- 26 novembre, Milano, Mediolanum Forum (sera)
- 1º dicembre, Acireale, Palasport
- 4 dicembre, Crotone, PalaMilone
- 6 dicembre, Napoli, Palasport
- 10 dicembre, Genova, Mazda Palace
- 11 dicembre, Brescia, Pala San Filippo
- 12 dicembre, Rimini, 105 Stadium
- 14 dicembre, Brescia, Pala San Filippo
- 15 dicembre, San Benedetto del Tronto, Palasport
- 16 dicembre, Milano, Magazzini Generali
- 29 dicembre, San Giuseppe Vesuviano, Piazza Garibaldi
- 31 dicembre, Nocera Inferiore, Piazza Municipio

Band
- Max Pezzali – voce
- Marco Guarnerio – chitarra solista, cori
- Max Furian – batteria
- Franco Cristaldi – basso
- Paolo Carta – chitarra ritmica
- Adriano "Martino" Pratesi - chitarra elettrica, acustica, 12 corde
- Ernesto Ghezzi – pianoforte, tastiera, programmazione

Scaletta
Lo strano percorso
Sei un mito
Il mondo insieme a te
Siamo io e te
Fai come ti pare
Bella vera
Essenziale
Come mai
La volta buona
Come deve andare
La dura legge del gol
Nord sud ovest est / Tieni il tempo / Hanno ucciso l'Uomo ragno
Me la caverò
Nessun rimpianto
La regola dell'amico
Una canzone d'amore
Gli anni
Mai uguali
Quello che capita
Con dentro me
Nient'altro che noi / Io ci sarò / Grazie mille
Rotta x casa di dio / Con un deca / Viaggio al centro del mondo

Un giorno così

### Max Live Tour 2005
Date
- 11 gennaio, Vercelli, Teatro Civico
- 12 gennaio, Torino, PalaRuffini
- 14 gennaio, Ferrara, Palasport
- 17 gennaio, Latina, Palasport
- 20 gennaio, Québec ( Canada)
- 21 gennaio, Asia
- 19 gennaio, Biella, Palasport
- 18 giugno, Milano, Piazza Duomo
- 24 giugno, Lecce
- 22 luglio, Bardonecchia, Campo Smith
- 23 luglio, Pero, Stadio Comunale Gianni Brera
- 29 luglio, Cagliari, (Tim On Tour 2005)
- 4 agosto, Casalbore
- 18 agosto, Vicenza
- 20 agosto, Latina
- 28 agosto, Arzachena, Stadio Biagio Pirina
- 22 ottobre, Porto San Giorgio, Palasavelli (tappa zero)
- 24 ottobre, Torino, Mazda Palace
- 27 ottobre, Piacenza, Palasport
- 28 ottobre, Livorno, PalaAlgida
- 29 ottobre, Pesaro, BPA Palas
- 31 ottobre, Milano, Mediolanum Forum
- 4 novembre, Genova, Mazda Palace
- 5 novembre, Bologna, PalaMalaguti
- 8 novembre, Palermo, Palasport
- 10 novembre, Taranto, Palasport
- 11 novembre, Andria, Palasport
- 12 novembre, Roma, PalaLottomatica
- 14 novembre, Napoli, PalaPartenope
- 18 novembre, Verona, Palasport
- 19 novembre, Firenze, Nelson Mandela Forum
- 21 novembre, Rieti, Palasport
- 25 novembre, Jesolo, Palazzetto del Turismo
- 26 novembre, Brescia, Pala San Filippo
- 6 dicembre, Roma, PalaLottomatica
- 7 dicembre, Roma, PalaLottomatica
- 31 dicembre, Nocera Inferiore, Piazza

Band
- Max Pezzali – voce
- Marco Guarnerio – chitarra elettrica, chitarra acustica, cori
- Max Furian – batteria
- Franco Cristaldi – basso
- Paolo Carta – chitarra ritmica
- Adriano "Martino" Pratesi - chitarra elettrica, acustica, 12 corde
- Ernesto Ghezzi – pianoforte, tastiera, sintetizzatore, programmazione

Scaletta

### Max Pezzali Tour 2006
Date
- 24 febbraio, Torino, Medals Plaza
- 23 luglio, Venezia
- 30 settembre, Monza, Palacandy

Band
Scaletta

### Max Live Tour 2007
Date
- 10 ottobre, Sarnano, Palasport (data zero)
- 12 ottobre, Milano, Mediolanum Forum
- 16 ottobre, Torino, Palaisozaki
- 17 ottobre, Bologna, Land Rover Arena (Paladozza)
- 19 ottobre, Livorno, PalaLivorno
- 20 ottobre, Brescia, Pala San Filippo
- 23 ottobre, Trento, PalaTrento
- 26 ottobre, Genova, Vaillant Palace
- 27 ottobre, Cuneo, Palasport
- 30 ottobre, Parma, Palasport
- 3 novembre, Rimini, 105 Stadium
- 5 novembre, Perugia, Palasport
- 6 novembre, Roma, PalaLottomatica
- 7 novembre, Roma, PalaLottomatica
- 10 novembre, Firenze, Nelson Mandela Forum
- 14 novembre, Ferrara, Palasport
- 16 novembre, Roseto degli Abruzzi, Palasport
- 17 novembre, Napoli, Palapartenope
- 21 novembre, Acireale, Palasport
- 22 novembre, Palermo, Palasport
- 24 novembre, Andria, Palasport
- 25 novembre, Taranto, Palasport
- 29 novembre, Verona, Palasport
- 30 novembre, Treviso, Palaverde
- 1º dicembre, Trieste, PalaTrieste
- 6 dicembre, Saint Vincent, Palais

Band
- Max Pezzali – voce
- Chicco Gussoni – chitarra solista
- Luca Colombo – chitarra ritmica
- Franco Cristaldi – basso
- Ernesto Ghezzi – tastiera
- Elio Rivagli – batteria
- Francesco Tartarini – cori
- Lidia Schillaci – cori

Scaletta
1. La strada
2. Torno subito
3. Il mondo insieme a te
4. I filosofi
5. Lo strano percorso
6. Nessun rimpianto
7. La regina del Celebrità
8. La regola dell'amico
9. Come deve andare
10. La dura legge del gol
11. Nient'altro che noi
12. Esserci
13. Gli anni
14. Il meglio
15. Tieni il tempo
16. Nord sud ovest est
17. Hanno ucciso l'Uomo Ragno
18. Come mai
19. Eccoti
20. Con un deca
21. Sei fantastica
22. Quello che capita
23. Time out
24. Sei un mito
25. Chiuso in una scatola

### Max Live Tour 2008
Date
- 11 aprile, Milano, Piazza Duomo
- 23 maggio, Fabriano, Palasport
- 31 maggio, Parigi ( Francia), Eurodisney
- 7 giugno, Vienna ( Austria), Casa Azzurri
- 14 giugno, Monza, Villa Reale
- 24 giugno, Settimo Torinese, Parco de Gasperi
- 10 luglio, Porto San Giorgio, Palasavelli (data zero)
- 12 luglio, Pontenure, Campo Sportivo
- 19 luglio, Roma, Roma Rock Festival
- 1º agosto, Cagliari, Anfiteatro Romano
- 2 agosto, Alghero, Anfiteatro Maria Pia
- 6 agosto, Rapallo, Campo Sportivo
- 9 agosto, Agosta, Stadio Comunale
- 12 agosto, Agrigento, Teatro dei Templi
- 16 agosto, Tottea, Campo Sportivo
- 18 agosto, Foglianise
- 23 agosto, Ostuni, Foro Boario
- 28 agosto, Lignano Sabbiadoro
- 30 agosto, Firenze, Fortezza da Basso
- 5 settembre, Segrate, Idropark Idroscalo
- 7 settembre, Pavia, Castello Visconteo
- 13 settembre, Carini, Piazza Duomo
- 15 settembre, Verona, Castello Scaligero
- 17 settembre, Spoleto, Piazza Duomo
- 19 settembre, Erba, Lariofiere
- 22 settembre, Mirabella Eclano, Piazza
- 27 settembre, Piscopio, Piazza
- 28 settembre, Pianopoli, Piazza
- 5 ottobre, Padova, Palafabris
- 25 ottobre, Roma, Circo Massimo
- 11 dicembre, Nova Gorica ( Slovenia), Casinò La Perla
- 31 dicembre, Castelsardo, Piazza La Pianedda

Band
- Max Pezzali – voce
- Chicco Gussoni – chitarra solista
- Luca Colombo – chitarra ritmica
- Franco Cristaldi – basso
- Ernesto Ghezzi – tastiera
- Elio Rivagli – batteria)
- Francesco Tartarini – cori
- Lidia Schillaci – cori

Scaletta
- Mezzo pieno o mezzo vuoto
- Ritornerò
- Torno subito
- Il mondo insieme a te
- I filosofi
- Lo strano percorso
- Nessun rimpianto
- La regina del Celebrità
- La regola dell'amico
- Come deve andare
- La dura legge del gol
- Nient'altro che noi
- Esserci
- Gli anni
- Il meglio
- Tieni il tempo
- Nord sud ovest est
- Hanno ucciso l'uomo ragno
- Come mai
- Eccoti
- Con un deca
- Sei fantastica
- Quello che capita
- Time out
- Sei un mito
- Chiuso in una scatola

### Max Live Tour 2009
Date
- 27 marzo, Roma, Teatro Tor di Quinto
- 29 aprile, Poggibonsi, Teatro Politeama
- 17 maggio, Canepina, Piazza
- 2 luglio, Boario Terme, Stadio Comunale Darfo
- 29 luglio, Brembate di Sopra, Centro Sportivo Comunale
- 5 ottobre, Biancavilla, Piazza
- 15 dicembre, Como, Teatro Sociale
- 19 dicembre, Roma, Teatro Orione

Band
- Max Pezzali – voce
- Chicco Gussoni – chitarra solista
- Luca Colombo – chitarra ritmica
- Franco Cristaldi – basso
- Ernesto Ghezzi – pianoforte, tastiera, sintet
- Elio Rivagli – batteria
- Francesco Tartarini – cori
- Lidia Schillaci – cori

Scaletta

### Max Live Tour 2010
Date
- 18 maggio, Roma, Teatro Dell'Angelo
- 23 ottobre, Nova Gorica ( Slovenia), Casinò la Perla
- 12 novembre, Milano, Feltrinelli

Band
Scaletta

## Anni duemiladieci

### Terraferma Tour 2011
Date
- 27 aprile, Foligno, PalaPartenesi, (data zero)
- 30 aprile, Roma, PalaLottomatica
- 3 maggio, Mantova, Palabam
- 5 maggio, Milano, Mediolanum Forum
- 6 maggio, Brescia, Pala Eib
- 7 maggio, Firenze, Nelson Mandela Forum
- 10 maggio, Pordenone, Palasport Forum
- 12 maggio, Torino, PalaOlimpico
- 14 maggio, Cuneo, Palasport
- 17 maggio, Genova, Mazda Palace
- 21 maggio, Padova, Gran Teatro Geox
- 21 maggio, Treviso, Discoteca Odissea
- 26 maggio, Milano, Studi Radio Italia Live
- 18 giugno, Polignano a Mare, Piazza
- 23 luglio, Vicenza, Piazzale Monteberico
- 29 luglio, Agira, Fashion Village
- 31 luglio, Roma, Rock in Roma
- 16 agosto, Avellino, Piazza Libertà
- 25 agosto, Nuoro, Anfiteatro De Andrè
- 26 agosto, Quartucciu, Campo Comunale
- 30 agosto, Trento, Hotel Chalet del Brenta
- 10 settembre, Roma, Parco del Celio
- 1º ottobre, Lampedusa, O'Scià
- 14 ottobre, Parigi ( Francia), Eurodisney

Band
- Max Pezzali – voce
- Matteo Lavagna – basso
- Sergio Maggioni – chitarra solista
- Giorgio Mastrocola – chitarra ritmica
- Sergio Carnevale – batteria
- Megahertz – sintetizzatore, programmazione
- Ernesto Ghezzi – pianoforte, tastiera

Scaletta
1. Terraferma
2. Il mio secondo tempo
3. Credi
4. Ogni estate c'è
5. Tu come il sole (risorgi ogni giorno)
6. Il mondo insieme a te
7. Sei fantastica
8. Lo strano percorso
9. Rotta x casa di Dio
10. Io ci sarò
11. Se tornerai
12. Come deve andare
13. Me la caverò
14. Quello che capita
15. Hanno ucciso l'Uomo Ragno
16. La dura legge del gol
17. Come mai
18. Tieni il tempo
19. Nord sud ovest est
20. La regola dell'amico
21. Nient'altro che noi
22. Ti sento vivere
23. Eccoti
24. Una canzone d'amore
25. Nessun rimpianto
26. Con un deca
27. Gli anni
28. La regina del celebrità
29. Quello che comunemente noi chiamiamo amore
30. Sei un mito

### Hanno ucciso l'Uomo Ragno Tour 2012
Date
- 16 febbraio, Milano, Rotonda della Besana
- 29 febbraio, Roma, Piper
- 28 aprile, Roma, Via dei Fori Imperiali
- 9 maggio, Milano, Teatro CPM
- 19 maggio, Milano, Museo del Fumetto
- 10 giugno, Fregene
- 12 giugno, Sesto San Giovanni, Carroponte
- 18 luglio, Varallo Sesia, Alpàa
- 21 luglio, Foiano della Chiana, Valdichiana Outlet Village
- 18 agosto, Riccione, Piazzale Roma
- 2 settembre, Ostuni, Piazza Libertà
- 7 settembre, Pavia, Cortile del Castello Visconteo
- 17 novembre, Milano, Fiera
- 1º dicembre, Roma, Auditorium della Conciliazione
- 6 dicembre, Milano, Alcatraz
- 8 dicembre, Roma, Orion

Band
Scaletta

### Max 20 Live Tour 2013
Date
- 26 gennaio, Mantova
- 27 gennaio, Mantova
- 21 febbraio, Milano, Magazzini Generali
- 19 aprile, Roma, Locanda Blues
- 25 aprile, Pavia, Centro Commerciale Montebello
- 18 maggio, Pavia, Demetrio Cafè
- 8 luglio, Grosseto
- 9 luglio, Tortona
- 19 luglio, Prato
- 25 luglio, Fregene
- 7 agosto, Locarno ( Svizzera), Villaggio RSI
- 7 novembre, Morbegno, Polo Fieristico (data zero)
- 9 novembre, Mantova, Palabam
- 10 novembre, Torino, Palasport Olimpico
- 12 novembre, Genova, Mazda Palace
- 14 novembre, Montichiari, PalaGeorge
- 16 novembre, Padova, Palafabris
- 18 novembre, Milano, Mediolanum Forum
- 19 novembre, Milano, Mediolanum Forum
- 23 novembre, Rimini, 105 Stadium
- 26 novembre, Roma, PalaLottomatica
- 27 novembre, Roma, PalaLottomatica
- 28 novembre, Bologna, Unipol Arena
- 30 novembre, Firenze, Nelson Mandela Forum
- 1º dicembre, Conegliano, Zoppas Arena
- 3 dicembre, Verona, Palasport
- 5 dicembre, Perugia, PalaEvangelisti
- 6 dicembre, Ancona, PalaRossini
- 8 dicembre, Acireale, Palasport
- 10 dicembre, Napoli, PalaPartenope
- 12 dicembre, Livorno, Modigliani Forum
- 14 dicembre, Torino, Palaolimpico
- 16 dicembre, Cuneo, Palasport
- 30 dicembre, Firenze, Palazzo Vecchio Sala Cosimo I
- 31 dicembre, Firenze, Piazza Stazione

Band
Scaletta

### Max 20 Live Tour 2014
Date
- 13 gennaio, Costa Filietto, Albergo Ristorante Filietto
- 21 gennaio, Milano, Auditorium Radio Italia
- 31 gennaio, Lugano, Sede RSI
- 8 febbraio, Modena, PalaPanini
- 9 febbraio. Bologna, Studi Roxy Bar
- 10 febbraio, Trento, Palasport
- 12 febbraio, Trieste, PalaTrieste
- 14 febbraio, Lugano, ( Svizzera), Palaghiaccio Resega
- 14 febbraio, Lugano, ( Svizzera), Centro Esposizioni
- 16 febbraio, Milano, Mediolanum Forum
- 18 febbraio, Jesolo, Pala Arrex
- 20 febbraio, Roma, PalaLottomatica
- 21 febbraio, Ravenna, Almagià
- 22 febbraio, Mantova, Palabam

Band
- Max Pezzali – voce
- Sergio Maggioni – chitarra solista, cori
- Giorgio Mastrocola – chitarra ritmica
- Davide Ferrario – chitarra ritmica, sintetizzatore, programmazione
- Luca Serpenti – basso
- Sergio Carnevale – batteria
- Ernesto Ghezzi – pianoforte, tastiera, percussioni elettroniche
- Shablo – programmazione

Scaletta
1. Ragazzo inadeguato
2. I cowboy non mollano
3. L'universo tranne noi
4. Lo strano percorso
5. Rotta x casa di Dio
6. Gli anni
7. Quello che capita
8. Come mai
9. Come deve andare
10. Il mio secondo tempo
11. Sei fantastica
12. Sei un mito
13. Nessun rimpianto
14. Hanno ucciso l'Uomo Ragno
15. La dura legge del gol
16. Il presidente di tutto il mondo
17. Nord sud ovest est
18. La regola dell'amico
19. Con un deca
20. La regina del celebrità
21. Il mondo insieme a te
22. Tieni il tempo
23. Nient'altro che noi
24. Ti sento vivere
25. Io ci sarò
26. Eccoti
27. Una canzone d'amore
28. Sempre noi
29. L'ultimo bicchiere (solo a Torino)
30. Finalmente tu (solo a Roma)

Ospiti
- Nikki - Torino 10/11/13 (duetta in "L'ultimo bicchiere")
- J-Ax - Milano 18-19/11/13 (duetta in "Sempre noi")
- Mauro Repetto - Milano 18-19/11/13 (duetta in "Nord sud ovest est")
- Emis Killa - Milano 18-19/11/13 (duetta in "Sei fantastica")
- Don Joe - Milano 18-19/11/13 (alle macchine in "Il presidente di tutto il mondo")
- Fiorello - Roma 26/11/13 (duetta in "Sei un mito", "Come mai" e "Finalmente tu")
- Nek - Modena 08/02/14 (duetta in "Nessun rimpianto")
- Saturnino Celani - Milano 16/02/14 (basso in "La regola dell'amico")
- Club Dogo - Milano 16/02/14 (duettano in "Con un deca")
- Jake La Furia - Jesolo 18/02/14 (duetta in "Con un deca")

### Max Pezzali Live Tour 2015
Date
- 23 settembre, Morbegno, Polo Fieristico (data zero)
- 25 settembre, Ancona, Palarossini
- 26 settembre, Rimini, 105 Stadium
- 2 ottobre, Firenze, Nelson Mandela Forum
- 8 ottobre, Roma, Palalottomatica
- 13 ottobre, Perugia, PalaEvangelisti
- 15 ottobre, Bari, Palaflorio
- 17 ottobre, Acireale, Palatupparello
- 20 ottobre, Eboli, PalaSele
- 22 ottobre, Casalecchio di Reno, Unipol Arena
- 24 ottobre, Torino, Palasport Olimpico
- 25 ottobre, Torino, Palasport Olimpico
- 27 ottobre, Genova, Mazda Palace
- 29 ottobre, Modena, Palapanini
- 31 ottobre, Verona, Palasport
- 1º novembre, Trieste, PalaTrieste
- 3 novembre, Lugano (Svizzera), Palaghiaccio Resega
- 6 novembre, Milano, Mediolanum Forum
- 7 novembre, Milano, Mediolanum Forum
- 9 novembre, Montichiari, PalaGeorge
- 12 novembre, Conegliano, Zoppas Arena
- 14 novembre, Mantova, Palabam
- 15 novembre, Padova, Palafabris
- 2 dicembre, Brescia, Teatro Grande

Scaletta
- Come Bonnie & Clyde
- È venerdì
- Rotta X Casa di Dio
- L’Universo tranne noi
- Gli anni
- La dura legge del gol!
- Col senno di poi
- Sopravviverai
- Sei Fantastica
- Sei un mito
- Hanno ucciso l’uomo ragno
- Non me la menare
- Fallo tu
- Come deve andare
- Lo strano percorso
- Sempre noi
- Il mondo insieme a te
- Una canzone d’amore
- La regola dell’amico
- Ti sento vivere
- Come mai
- Nessun Rimpianto
- Nord Sud Ovest Est
- Tieni il tempo
- Acustic Medley (Se tornerai / Nient'altro che noi / Io ci sarò / Eccoti)
- Niente di grave
- Con un deca

### Astronave Max Live Tour Estate 2016
Date
- 26 giugno, Pergine Valsugana, Palaghiaccio (data zero)
- 29 giugno, Roma, Cavea Auditorium Parco della Musica
- 2 luglio, Firenze, Visarno Arena
- 3 luglio, Reggio Emilia, Mirabello Città Aperta
- 5 luglio, Piazzola sul Brenta, Anfiteatro Camerini
- 8 luglio, Pescara, Porto Turistico
- 9 luglio, Cattolica, Arena della Regina
- 11 luglio, Genova, Arena del Mare
- 12 luglio, Cernobbio, Villa Erba
- 14 luglio, Milano, Assago Summer Arena
- 16 luglio, Majano, Arena Concerti
- 17 luglio, Brescia, Arena Campo Marte
- 22 luglio, Marina di Torre Grande, Mondo Ichnusa
- 24 luglio, Lecce, Piazza Sant'Oronzo Radionorba Battiti Live 2016
- 4 settembre Bologna, Piazza Maggiore Radio Bruno Estate 2016
- 13 settembre Verona, Arena di Verona Festival Show 2016

Band
- Max Pezzali – voce
- Sergio Maggioni – chitarra solista, cori
- Giorgio Mastrocola – chitarra ritmica
- Davide Ferrario – chitarra ritmica, sintetizzatore, programmazione
- Luca Serpenti – basso
- Sergio Carnevale – batteria
- Ernesto Ghezzi – pianoforte, tastiera, percussioni elettroniche

Scaletta
- Sempre Noi
- Due Anime
- E’ Venerdì
- Rotta Per Casa Di Dio
- L’Universo Tranne Noi
- Gli Anni
- La Dura Legge Del Gol
- Sopravviverai
- Sei Fantastica
- Sei Un Mito
- Hanno Ucciso L’Uomo Ragno
- Acustic Medley (Se Tornerai / Nient’Altro Che Noi / Io Ci Sarò / Eccoti)
- Ti Sento Vivere
- La Regina Del Celebrità
- Quello Che Capita
- Come Deve Andare
- Lo Strano Percorso
- Non Lo So
- Il Mondo Insieme A Te
- Una Canzone D’Amore
- La Regola Dell’Amico
- Come Mai
- Nessun Rimpianto
- Tieni Il Tempo
- Il Mio Secondo Tempo
- Nord Sud Ovest Est
- Con Un Deca

### Max Nek Renga Tour 2018 Inverno
Date
- 18 gennaio , Jesolo, Pala Arrex (data zero)
- 20 gennaio , Bologna, Unipol Arena
- 22 gennaio, Brescia, Brixia Forum
- 23 gennaio, Brescia, Brixia Forum
- 25 gennaio, Genova, RDS Stadium
- 26 gennaio, Torino, PalAlpitour
- 27 gennaio, Torino, PalAlpitour
- 29 gennaio, Pesaro, Adriatic Arena
- 31 gennaio, Eboli, Palasele
- 3 febbraio, Acireale, Pal'Art Hotel
- 4 febbraio, Reggio Calabria, Palacalafiore
- 12 febbraio, Mantova, Palabam
- 13 febbraio, Mantova, Palabam
- 16 febbraio, Padova, Arena Spettacoli
- 20 febbraio, Firenze, Nelson Mandela Forum
- 21 febbraio, Livorno, Modigliani Forum
- 3 aprile, Napoli, Pala Partenope
- 4 aprile, Roma, PalaLottomatica
- 6 aprile, Roma, Pala Lottomatica
- 7 aprile, Ancona, Pala Prometeo
- 11 aprile, Bari, PalaFlorio
- 12 aprile, Taranto, Pala Mazzola
- 16 aprile, Conegliano Veneto, Zoppas Arena
- 18 aprile, Bologna, Unipol Arena
- 19 aprile, Milano, Mediolanum Forum
- 20 aprile, Milano, Mediolanum Forum
- 28 aprile, Verona, Arena di Verona

### Max Nek Renga Tour Estate 2018
Date
- 30 giugno, Barolo, Arena Castelli
- 1 luglio, Legnano, Isola del Castello Rugbysound Festival
- 11 luglio, Codroipo, Villa Manin
- 14 luglio, Lucca, Piazza Napoleone, Lucca Summer Festival
- 16 luglio, Soverato, Summer Arena
- 21 luglio. Termoli, Porto di Termoli Degusticous Festival
- 27 luglio, Cagliari, Fiera di Cagliari

Band
- Max Pezzali (voce)
- Nek (voce/chitarra)
- Francesco Renga (voce)
- Chicco Gussoni (chitarra)
- Luciano Galloni (batteria)
- Lorenzo Poli (basso)
- Ernesto Ghezzi (tastiere)
- Davide Ferrario (chitarra)
- Stefano Brandoni (chitarra)
- Fulvio Arnoldi (chitarra acustica)
- Enzo Messina (programmazioni)
- DJ Zak

Scaletta
1. Duri da Battere
2. Cambio direzione
3. Se io non avessi te
4. Gli anni
5. Meravigliosa
6. Unici
7. Nessun rimpianto
8. A un isolato da te
9. Sei Fantastica / La vita con te*
10. Sei solo tu
11. Sei grande
12. Il mio giorno più bello nel mondo
13. Se telefonando
14. Guardami amore
15. Hanno ucciso l’uomo ragno
16. Era una vita che ti stavo aspettando

*solo nella parte finale del tour invernale
Medley acustico (#Raccontami, #Dimmi cos’è, #Una canzone d’amore, #Ci sarai, #Ci sei tu, #Eccoti)
1. Un'estate ci salverà *
2. Angelo
3. La tua bellezza
4. L’universo tranne noi
5. Sei un mito
6. La regola dell’amico/#Disco inferno
7. Almeno stavolta
8. Se una regola c’è
9. Lascia che io sia
10. Sempre noi
11. Laura non c’è
12. Vivendo adesso
13. Come mai
14. Fatti avanti amore
15. Nuova luce
16. Nord sud ovest est
17. Tieni il tempo

* solo nella sessione estiva del tour

## Anni duemilaventi

### Max 90 Tour 2021
Date
- 2 luglio, Lignano Sabbiadoro, Arena Alpe Adria data zero
- 4 luglio, Pistoia, Piazza del Duomo
- 8 luglio, Ferrara, Piazza Trento e Trieste Ferrara Summer Festival
- 9 luglio, Ferrara, Piazza Trento e Trieste Ferrara Summer Festival
- 11 luglio, Palmanova, Piazza Grande
- 12 luglio, Palmanova, Piazza Grande
- 15 luglio, Nichelino, Stupinigi Sonic Park
- 16 luglio, Nichelino, Stupinigi Sonic Park
- 17 luglio, Nichelino, Stupinigi Sonic Park
- 19 luglio, Bologna, Parco Caserme Rosse Sequoie Music Park
- 21 luglio, Villafranca di Verona, Castello Scaligero
- 22 luglio, Villafranca di Verona, Castello Scaligero
- 24 luglio, Bellinzona, Castle on Air Castelgrande
- 29 luglio, Nago-Torbole, Parco Pavese
- 31 luglio, Castelnuovo di Garfagnana, Fortezza di Mont'Alfonso, Mont'Alfonso Sotto le Stelle (ospiti: Marco Masini per duetto di 6/1/sfigato)
- 2 agosto, Benevento, Teatro Romano
- 6 agosto, Servigliano, Parco della Pace
- 7 agosto, Servigliano, Parco della Pace
- 8 agosto, Baia Domizia, Arena dei Pini
- 11 agosto, Anzio, Stadio del Baseball
- 12 agosto, Anzio, Stadio del Baseball
- 14 agosto, Lecce, Piazza Libertini Oversound Music Festival ^
- 16 agosto, Roccella Jonica, Teatro al Castello
- 17 agosto, Roccella Jonica, Teatro al Castello
- 19 agosto, Follonica, Parco Centrale
- 20 agosto, Follonica, Parco Centrale
- 23 agosto, Forte dei Marmi, Villa Bertelli
- 26 agosto, L'Aquila, La Perdonanza
- 28 agosto, Taranto, Rotonda Lungomare
- 30 agosto, Mantova, Palazzo Te
- 1 settembre, Vercelli, Piazza dell'Antico Ospedale Metti una sera a Vercelli
- 3 settembre, Cattolica, Arena della Regina
- 4 settembre, Cattolica, Arena della Regina
- 5 settembre, Viterbo, Area S.Lazzaro
- 7 settembre, Catania, Villa Bellini
- 8 settembre, Catania, Villa Bellini
- 11 settembre, Vicenza, Piazza dei Signori
- 13 settembre, Firenze, Anfiteatro delle Cascine
- 14 settembre, Lanciano, Villa Parco delle Rose
- 15 settembre, Caserta, Real Belvedere di San Leucio
- 17 settembre, Modena, Arena del Lago Festa dell'Unità
- 18 settembre, Fossano, Piazza degli Acaja
- 19 settembre, Fossano, Piazza degli Acaja

Scaletta
1. Non me la menare
2. Te la tiri
3. Sei uno sfigato
4. Un giorno così
5. Rotta per casa di dio
6. Weekend
7. S'inkazza (Questa casa non è un albergo)
8. Jolly Blue
9. Innamorare tanto
10. Nella notte
11. Sei un mito
12. Viaggio al Centro del Mondo
13. La Radio a 1000 Watt
14. Hanno ucciso L'Uomo Ragno
15. Ti sento vivere
16. Nient'altro che noi
17. Nessun rimpianto
18. La dura legge del Gol
19. La regina del Celebrità
20. Gli Anni
21. Finalmente tu
22. L'Ultimo bicchiere
23. Io ci sarò
24. Aeroplano
25. Se tornerai
26. Una canzone d'amore
27. Come mai
28. Con un Deca
29. Il grande incubo
30. La regola dell'amico
31. Nord Sud Ovest Est
32. Tieni il tempo
33. Eccoti (Cantata al concerto di Firenze del 13/09/2021)

Ospiti
- Leo Leoni chitarrista dei Gotthard nella tappa del 24 luglio a Bellinzona;
- Marco Masini nel brano Sei Uno Sfigato nella tappa del 31 luglio a Castelnuovo di Garfagnana;
- Andrea Mariano tastierista dei Negramaro nella tappa del 14 agosto a Lecce.

Band
Max Pezzali Cantante
Ernesto Ghezzi Tastiere
Giorgio Mastrocola Chitarra ritmica
Andrea Torresani Basso
Giordano Colombo Batteria
Davide Ferario Chitarra, Sintetizzatore, Programmazione

### San Siro Canta Max 2022
Date
- 10 giugno, Riccione, Piazza Matteotti (festa per la campagna elettorale di Claudio Cecchetto)
- 10 luglio, Bibione, Stadio Comunale (data zero)
- 15 luglio, Milano, Stadio San Siro
- 16 luglio, Milano, Stadio San Siro
- 20 luglio, Bologna, Piazza VIII Agosto (ospite Radio Bruno Estate)
- 14 agosto, Olbia, Olbia Arena (Red Valley Festival)
- 9 settembre, Marina di Pietrasanta, Teatro la Versiliana (RDS Summer Festival)
- 10 settembre, Verona, Arena di Verona (ospite Tim Music Awards)
- 14 settembre, Verona, Arena di Verona (ospite Arena Suzuki 60 70 80 90)
- 17 settembre, Verona, Arena di Verona (ospite spettacolo di Fiorello)

Scaletta
1. La lunga estate caldissima
2. Sei un mito
3. Gli anni
4. Lo strano percorso
5. Rotta x casa di Dio
6. Una canzone d'amore
7. Come mai
8. Come deve andare
9. L'Universo tranne noi
10. Nient'altro che noi
11. Eccoti
12. Io ci sarò
13. Se tornerai
14. Hanno ucciso l'uomo Ragno
15. Non me la menare
16. 6/1/Sfigato
17. Weekend
18. S'Inkazza
19. Nord sud ovest est
20. Tieni il tempo
21. La regola dell'amico
22. Bella vera
23. Nella notte
24. Viaggio al centro del mondo
25. La radio a 1000 Watt
26. Sempre noi con J-Ax
27. Ti sento vivere
28. La regina del Celebrità
29. Quello che capita
30. Sei fantastica
31. Nessun rimpianto
32. Con un deca
33. Il grande incubo
34. La dura legge del Gol

### Max30 Nei Palasport Hits Only 2022-2023
Date
- 26 novembre, Pesaro Vitrifrigo Arena data zero
- 28 novembre, Milano Mediolanum Forum
- 29 novembre, Milano Mediolanum Forum
- 30 novembre, Milano Mediolanum Forum
- 8 dicembre, Roma Palazzo dello Sport
- 9 dicembre, Roma Palazzo dello Sport
- 31 dicembre, Alghero, Piazzale della Pace
- 2 gennaio, Teramo Piazza Martini
- 20 marzo, Torino Pala Alpitour
- 21 marzo, Torino Pala Alpitour
- 23 marzo, Brescia Brixia Forum
- 25 marzo, Padova, Arena spettacoli Padova Fiere
- 26 marzo, Padova, Arena spettacoli Padova Fiere
- 28 marzo, Bologna Unipol Arena
- 29 marzo, Bologna Unipol Arena
- 31 marzo, Firenze Nelson Mandela Forum
- 1 aprile, Firenze Nelson Mandela Forum
- 2 aprile Firenze Nelson Mandela Forum
- 6 aprile, Eboli Palasele
- 7 aprile, Eboli Palasele
- 17 aprile, Milano Mediolanum Forum
- 18 aprile, Milano Mediolanum Forum
- 20 aprile, Milano Mediolanum Forum
- 21 aprile, Milano Mediolanum Forum
- 23 aprile, Torino Pala Alpitour
- 26 aprile, Livorno Modigliani Forum
- 27 aprile Milano Mediolanum Forum
- 28 aprile, Milano Mediolanum Forum
- 1 maggio, Milano Mediolanum Forum
- 5 maggio, Catania Pala Catania
- 6 maggio, Catania Pala Catania
- 9 maggio, Bari Pala Florio
- 10 maggio, Bari Pala Florio
- 12 maggio, Ancona Pala Prometeo
- 13 maggio, Ancona  Pala Prometeo

Scaletta
1. Sei un mito
2. Lo strano percorso
3. Rotta x casa di Dio
4. Come deve andare
5. L'Universo tranne noi
6. La regina del Celebrità Eiffel 65 Remix
7. Ti sento vivere
8. Hanno ucciso L'Uomo Ragno
9. Medley Non me la menare/ Te la tiri/ Sei Uno Sfigato
10. Medley Weekend/ S'Inkazza/ Jolly Blue
11. La Regola dell'Amico
12. Medley Bella vera/ Nella Notte
13. Nessun Rimpianto
14. Gli Anni
15. Medley Una canzone d'Amore/ Come mai
16. Sempre noi
17. Medley acustico Nient'altro che noi/ Eccoti/ Io ci sarò/ Se tornerai
18. Il mondo insieme a Te
19. Quello che capita
20. La dura legge del Gol
21. Sei Fantastica
22. Il grande Incubo
23. Nord Sud Ovest Est
24. Tieni il tempo
25. Con un Deca
26. Grazie Mille (cantata nella data di Torino del 20/03/2023)
27. In questa Città (cantata nelle 2 date di Roma 08-09/12/2022)

### Il Circo Max 2023
Date
- 2 settembre, Roma, Circo Massimo
- 31 dicembre, Corigliano Rossano Piazza Salotto

Scaletta
- Hanno ucciso L'Uomo Ragno
- S'Inkazza

- Rotta x casa di Dio (con Pinguini Tattici Nucleari)
- Giovani Wannabe (con Pinguini Tattici Nucleari)
- La Regola dell'Amico (con Dargen d'Amico)
- Dove si balla (con Dargen d'Amico)
- Come deve andare
- L'Universo tranne noi
- Ti sento vivere
- Lo strano percorso
- Sempre noi (con Articolo 31)
- Domani smetto (con Articolo 31)
- Sei un mito
- La regina del Celebrità
- La lunga estate caldissima
- Bella vera / Musica leggerissima / Nella notte (con Colapesce Dimartino e Deejay Time)
- Intro + Gli anni (con Lazza)
- Cenere (con Lazza)
- Nessun Rimpianto
- Una canzone d'Amore
- Come mai
- Medley acustico : Nient'altro che noi, Eccoti, Io ci sarò, Se tornerai
- Quello che capita
- Il grande Incubo
- La dura legge del Gol (con Gazzelle)
- Destri (con Gazzelle)
- L'ultimo bicchiere
- Non me la menare / Te la tiri / Sei Uno Sfigato
- Nord Sud Ovest Est/ Tieni il Tempo (con Paola e Chiara)
- Con un Deca

### Max Forever Hits Only Stadi 2024
Date
- 11 maggio, Marrakesh, Agafay (SiVola Fest 2024)
- 9 giugno, Trieste, Stadio Nereo Rocco (data zero)
- 19 giugno, Torino, Stadio Olimpico Grande Torino
- 22 giugno, Bologna, Stadio Renato Dall'Ara
- 23 giugno, Bologna, Stadio Renato Dall'Ara
- 27 giugno, Roma, Stadio Olimpico
- 30 giugno, Milano, Stadio San Siro
- 1 luglio, Milano, Stadio San Siro
- 2 luglio, Milano, Stadio San Siro
- 9 luglio, Messina, Stadio San Filippo
- 13 luglio, Bari, Stadio San Nicola
- 15 agosto, Olbia, Olbia Arena Red Valley Festival

Scaletta
1. Viaggio al Centro del Mondo
2. Sei un mito
3. Lo strano percorso
4. Rotta x casa di Dio
5. Come deve andare
6. L'Universo tranne noi
7. La regina del Celebrità
8. Ti sento vivere
9. Hanno ucciso L'Uomo Ragno
10. Non me la menare/ Te la tiri/ Sei Uno Sfigato
11. Weekend/ S'Inkazza/Jolly Blue
12. La Regola dell'Amico
13. Bella vera/ La lunga estate Caldissima
14. Nella Notte
15. Nessun Rimpianto
16. Gli Anni
17. Una canzone d'Amore/Come mai
18. Sempre noi
19. Nient'altro che noi
20. Eccoti
21. Io ci sarò
22. Se tornerai
23. Il mondo insieme a Te
24. Quello che capita
25. Sei Fantastica
26. La dura legge del Gol
27. Il grande Incubo
28. Nord Sud Ovest Est
29. Tieni il Tempo
30. Con un Deca
31. Grazie Mille
32. Ci sono anch'io
33. Non ci spezziamo
34. La radio a 1000 Watt
35. Discoteche Abbandonate
36. Ti sento vivere (Cantata a Bologna il 23/06/2024 e a Milano il 01/07/2024)
37. Nient'altro che noi (Cantata a Milano il 01/07/2024)
38. Il mondo insieme a Te (Cantata a Milano il 02/07/2024 e a Bari 13/07/2024)
39. L'Universo tranne Noi (Cantata a Milano il 02/07/2024 e a Messina il 09/07/2024)

### Max Forever Questo Forum non è un Albergo 2024-2025
Date
- 28 dicembre Milano Unipol Forum
- 29 dicembre Milano Unipol Forum
- 30 dicembre Milano Unipol Forum
- 31 dicembre, Milano Unipol Forum (Capodanno Edition con Deejay Time)
- 3 gennaio, Milano Unipol Forum
- 4 gennaio, Milano Unipol Forum
- 5 gennaio, Milano Unipol Forum
- 7 gennaio, Milano Unipol Forum
- 8 gennaio, Milano Unipol Forum
- 9 gennaio, Milano Unipol Forum
- 10 gennaio, Milano Unipol Forum

Scaletta (dalla data del 29 dicembre) :
1. S'Inkazza (Questa casa non è un albergo)
2. Sempre noi
3. Non me la menare / Te la tiri / 6 1 sfigato / Jolly Blue
4. Rotta x casa di Dio
5. Hanno ucciso L'Uomo Ragno
6. Come deve andare
7. Gli Anni
8. Sei un mito
9. Nella Notte
10. Non ci spezziamo
11. La Regina del Celebrità
12. La Regola dell'Amico
13. Una canzone d'amore
14. Come mai
15. Nessun Rimpianto
16. Eccoti
17. Set acustico
- Le Luci di natale
- Me la caverò
- Sei Fantastica
- Ci sono anch'io
- Aeroplano
- Nient'altro che noi

18. Io ci sarò (preceduta da un intro video)
19. La dura legge del Gol
20. Grazie mille
21. Nord Sud Ovest Est (*) 
22. Bella vera
23. Tieni il Tempo
24. Con un Deca
(*) Cantata insieme a  Mauro Repetto nella data del 10/01/2025

### Max Forever Questo Pala non è un Albergo 2025
Date
- 24 gennaio, Roma Palazzo dello Sport
- 25 gennaio, Roma Palazzo dello Sport
- 26 gennaio, Roma Palazzo dello Sport
- 28 gennaio, Roma Palazzo dello Sport
- 29 gennaio, Roma Palazzo dello Sport
- 1 febbraio, Roma Palazzo dello Sport
- 2 febbraio, Roma Palazzo dello Sport

Scaletta:
1. S'Inkazza
2. Sempre noi 
3. Non me la menare 
4. Te la tiri 
5. Sei Uno Sfigato 
6. Jolly Blue 
7. Rotta x casa di Dio 
8. Hanno ucciso L'Uomo Ragno 
9. Come deve andare 
10. Gli Anni 
11. Sei un mito 
12. Nella Notte 
13. Non ci spezziamo 
14. La regina del Celebrità 
15. La Regola dell'Amico 
16. Una canzone d'Amore 
17. Come mai 
18. Nessun Rimpianto
19. Me la caverò 
20. Sei Fantastica 
21. Ci sono anch'io 
22. Aeroplano 
23. Nient'altro che noi 
24. Io ci sarò 
25. La dura legge del Gol 
26. Grazie mille 
27. Nord Sud Ovest Est 
28. Bella vera 
29. Tieni il Tempo 
30. Con un Deca
31. In questa città*
32. Ti sento vivere*
33. Il mondo insieme a te*
34. Se tornerai*
- Cantata nel medley acustico nelle date del 24/01/2025 e 25/01/2025
- Cantata in acustico nelle date del 25/01/2025,29/01/2025 e 01/02/2025
- Cantata nelle date del 25/01/2025,29/01/2025 e 01/02/2025
- Cantata in acustico nella data 02/02/2025

### Max Forever Grand Prix 2025
Date
- 12 luglio, Imola Autodromo Enzo e Dino Ferrari
- 13 agosto, Olbia Olbia Arena
- 6 novembre, Torino Inalpi Arena Nitto ATP Finals Opening Show con i Pinguini Tattici Nucleari

Scaletta;
1. Con un Deca
2. Rotta x casa di Dio
3. Non me la menare
4. Jolly Blue
5. Cumuli
6. Hanno ucciso L'Uomo Ragno
7. Il grande Incubo
8. Sempre noi
9. Se tornerai
10. Una canzone d'Amore
11. Sei Un mito
12. Nella Notte
13. Bella vera
14. La lunga estate caldissima
15. La regina del Celebrità
16. La regola dell'amico
17. Senza averti qui
18. Ti sento vivere
19. Come deve andare
20. Aeroplano
21. Finalmente tu
22. Nient'altro che noi
23. Bottiglie vuote con Riccardo Zanotti
24. Io ci sarò
25. Sei fantastica
26. Ci sono anch'io
27. La dura legge del Gol
28. Gli Anni
29. Ayrton (Lucio Dalla]
30. Come mai
31. Nessun Rimpianto
32. Nord Sud Ovest Est
33. Tieni il Tempo
34. Grazie mille
35. Con un Deca

### Max Forever Hits Only Stadi Gli Anni d'Oro 2026
Date:
- 7 giugno, Lignano Sabbiadoro Stadio Teghil Data zero
- 13 giugno, Torino Allianz Stadium
- 19 giugno, Napoli Stadio Diego Armando Maradona
- 23 giugno, Roma Stadio Olimpico
- 24 giugno, Roma Stadio Olimpico
- 27 giugno, Bologna Stadio Renato Dall'Ara
- 1° luglio, Messina Stadio San Filippo
- 5 luglio, Bari Stadio San Nicola
- 8 luglio, Padova Stadio Euganeo
- 11 luglio, Milano Stadio San Siro
- 12 luglio, Milano Stadio San Siro